# Landschaft

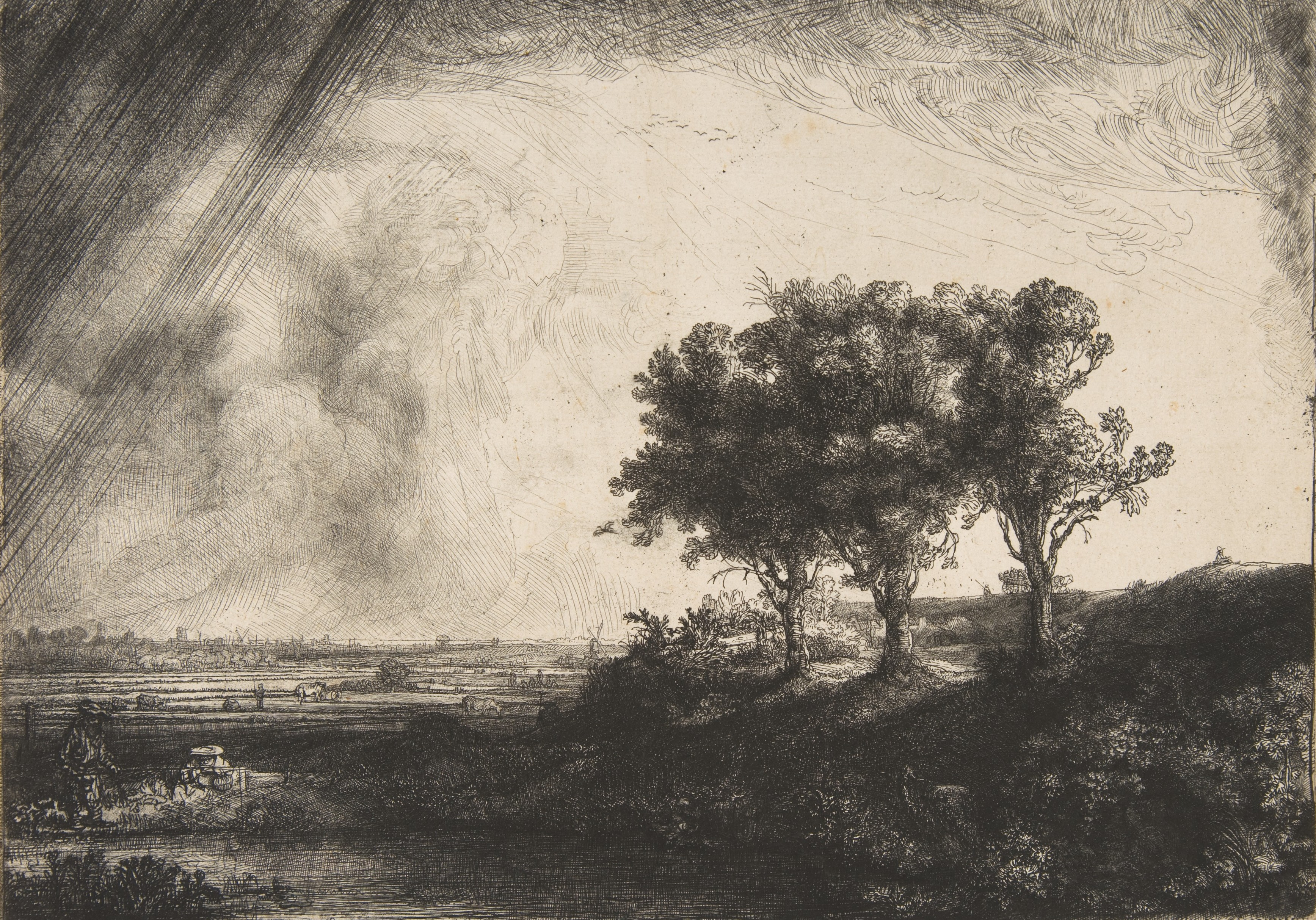
Die Landschaft mit den drei Bäumen, 1643,
Museum Het Rembrandthuis in Amsterdam

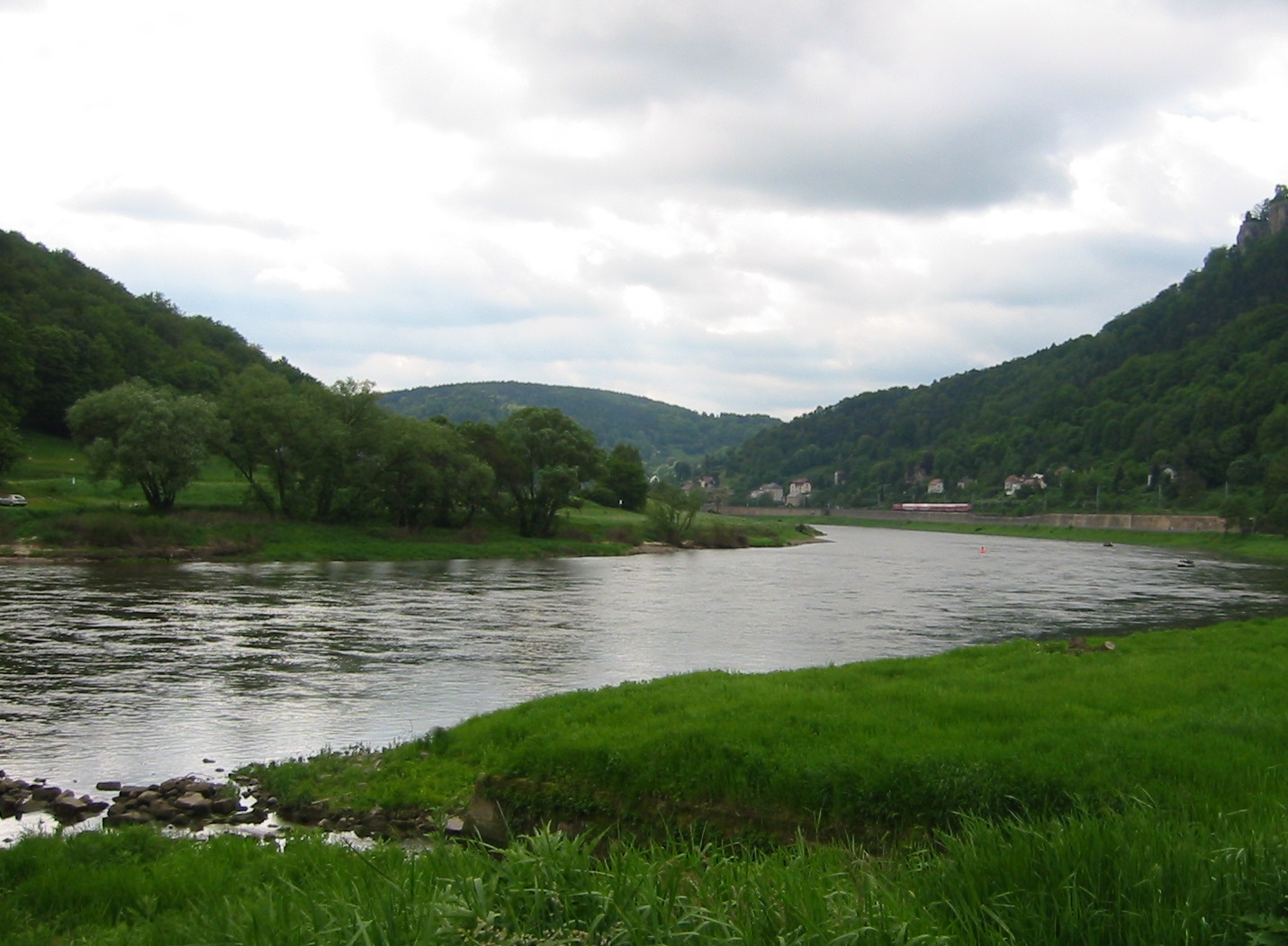
Landschaft bestehend aus verschiedenen Landschaftselementen (bei Königstein in der Sächsischen Schweiz)

Das Wort Landschaft wird vor allem in zwei Bedeutungen verwendet. Zum einen bezeichnet es die kulturell geprägte, subjektive Wahrnehmung einer Gegend als ästhetische Ganzheit (philosophisch-kulturwissenschaftlicher Landschaftsbegriff), zum anderen wird es, vor allem in der Geographie, verwendet, um ein Gebiet zu bezeichnen, das sich durch naturwissenschaftlich erfassbare Merkmale von anderen Gebieten abgrenzt (geographischer Landschaftsbegriff).
Generell gibt es keine einheitliche Definition, was Landschaft sei, weshalb der Begriff der Landschaft aufgrund seiner lebensweltlichen, ästhetischen, territorialen, sozialen, politischen, ökonomischen, geographischen, planerischen, ethnologischen und philosophischen Bezüge auch als ein „kompositorischer“ bezeichnet werden kann, dessen „semantische[r] Hof“ von einer über tausendjährigen, mitteleuropäischen Ideen-, Literatur- und Kunstgeschichte geprägt wurde.

## Begriffsgeschichte

### Etymologische Herkunft
Der Begriff Landschaft ist eine Komposition des Substantives Land und des Suffixes -schaft. Das Substantiv „Land“ (mhd. lant) stammt aus dem Germanischen und seine Ausgangsbedeutung könnte „freies Land“, „Brache“ oder auch „Rodungsland“ gewesen sein, da hierzu im Ablaut des Neuschwedischen (dial.) linda steht, was so viel wie „Brachland“ bedeutet. Bereits in germanischer Zeit wandelt sich die Bedeutung von ‚freies, offenes Land‘ zu ‚Staatsgebiet‘, später dann in einen Gegensatz zu Stadt, Wasser etc.
Das Suffix -schaft lässt sich etymologisch auf die indogermanische Wurzel *skapi/*skapja/*skafti des Verbes „scapjan“ zurückführen, was so viel wie „schaffen“ bedeutet. Die substantivischen Ableitungen bilden weibliche Nomen in der Wortbedeutung von „Beschaffenheit“ und können im Wesentlichen in drei Gruppen eingeteilt werden: in Abstrakta (z. B. Herrschaft, Meisterschaft); in Kollektiva oder genauer Personengruppenbezeichnungen (z. B. Mannschaft, Nachbarschaft); und Raumbezeichnungen (z. B. Grafschaft oder eben Landschaft). So ist ihnen allen die Bezeichnung von etwas Zusammengehörendem gemeinsam, welches durch menschliche Tätigkeit (dt. „schaffen“, eng. shape) entstanden ist.

### Die Entwicklung zu einem territorialen und rechtspolitischen Begriff
Das ahd. Wort lantscaf oder lantschaft konnte erstmals um das Jahr 830 nachgewiesen werden und bezeichnete etwas, „was in den allermeisten Fällen die Qualität eines größeren Siedlungsraumes besitzt“. Ursprünglich hatte es in diesem Zusammenhang die Grundbedeutung der von den in einem bestimmten Gebiet geteilten üblichen Verhaltensweisen und sozialen Normen der dort lebenden Bewohner und entwickelte sich bzgl. seines Bedeutungsinhaltes von den „sozialen Normen in einem Land“ zu einem „Land, in dem solche Normen Gültigkeit haben“. So wurde der Begriff im Laufe des 12. Jahrhunderts als ein politisch-rechtlicher Raum begriffen, der selbst wiederum Teil einer größeren politischen Einheit darstellte. Die politisch Handlungsfähigen (also die Nicht-Bauern) der Region galten darüber hinaus als „Repräsentanten der ‚ganzen Landschaft‘“, so dass sich der Begriff Landschaft im Spätmittelalter zu einem Ausdruck von menschlichen Gesetzen und rechtlichen Institutionen weiterentwickelte. Neuere Forschungen zeigen, dass der Terminus nicht nur eine territoriale und rechtliche Komponente beinhaltete, sondern eine identitätsstiftende. Die Landschaftversammlungen waren der Ort, auf denen in einem „Land“ öffentliche Angelegenheiten gemeinsam geregelt wurden. Dem Zeitverständnis entsprechenden verstanden sich spätmittelalterlichen „Landschaften“ als Garanten der öffentlichen Sache bzw. als kommunalistische Friedens-, Ehr- und Nutzgemeinschaften, die gegenüber den Fürsten bzw. Landesherren eine beträchtliche Autonomie aufweisen konnten.
Im Hochmittelalter wurde darüber hinaus mit Landschaft auch die von einer Stadt bewirtschaftete und beherrschte Zone bezeichnet, die jedoch von dem (noch) nicht gerodeten Wald abgegrenzt war. Fassbar im geographischen Sinne ist der Begriff 'Landschaft' seit der Renaissance, während die Wortwurzel -schaft die frühere Bedeutung einer verfassten, organisatorischen Einheit nahelegt[5] – in Unterscheidung zum Ausdruck Landstrich.
So erhielt der Begriff Landschaft also „zu einer sozialen, zunächst deskriptiven, später auch normativen, unscharf regional gefassten Komponente eine politische Bedeutung, indem herrschaftliche Funktionen regional verortet und gegeneinander abgegrenzt wurden“.

### Konstituierung der ästhetischen Landschaft
Der Beginn der ästhetischen Befassung mit Ort und Raum kann nach ersten Vorstufen in der ägyptischen, mesopotamischen und israelitischen Kultur in der griechischen Antike verortet werden und findet seine Fortsetzung in der römischen Kultur. Die Auseinandersetzung mit Raum konzentrierte sich dabei stark auf einen locus amoenus, also auf einen Ort, an dem bestimmte Objekte, wie bspw. ein Baum oder mehrere Bäume, eine Wiese, Quelle oder ein Bach, in relationaler Anordnung so zueinander stehen, dass sie dem Betrachter ein Gefühl des Wohlseins und der Daseinswonne vermitteln.
Im Mittelalter dagegen verliert sich die ästhetische Befassung mit Ort und Raum, denn „[d]er Blick ist zum Himmel gerichtet, aber nicht auf dessen irdische Erscheinungsform“. Die mittelalterlichen räumlichen Darstellungen dienten in erster Linie der Vergegenwärtigung des Ortes des Geschehens oder in Form von Symbolen und Allegorien als Verweis auf Jesus Christus als Erlöser. Erst in der Renaissance konnte sich eine Landschaftsmalerei als eigenständige Disziplin etablieren. Hier formte sich „eine wesentliche Ausprägung sozialer Vorstellungen des Typus einer idealisierten Landschaft […]“, wodurch „eine an visuellen Stereotypen ausgerichtete Seherwartung [entstand]“, die sich auf die Betrachtung physischer Räume übertrug.
Sprachgeschichtlich wurde der Begriff der Landschaft im deutschen Sprachraum erst ab dem 15. Jahrhundert um eine ästhetische Bedeutung im Sinne eines ‚geschauten Naturausschnitts‘ erweitert, eine Bedeutungskomponente, die bis in die Gegenwart ihre Gültigkeit behielt.
Seit Beginn des 19. Jahrhunderts kam es zu einer Subjektivierung des Landschaftserlebnisses; das Landschaftsideal verlor auch in der Landschaftsmalerei an Bindungskraft und wich stark subjektiv gefärbten Darstellungen. Als Theoretiker der neoklassischen und romantischen Landschaftsästhetik ist Rosario Assunto zu nennen.

### Wehrlandschaft
Unter Wehrlandschaft wurde vor allem im Ersten Weltkrieg, in der Weimarer Republik und im Nationalsozialismus eine Landschaft verstanden, die den Bewohnern im Verteidigungsfall eine vorteilhafte Ausgangsposition und dem Angreifer möglichst viele Hindernisse bieten sollte. Gleichzeitig ging man in geodeterministischer Denkweise davon aus, dass eine so gestaltete Landschaft positive Wirkungen auf die dort lebende Bevölkerung hatte – und zwar physisch wie psychisch.

#### Mittelalter
Die Vorstellung eines „Bollwerks“, einer „Wehrlandschaft“ des Deutschen Reiches im Osten, hatte bereits Jahrhunderte alte Vorläufer. Der sogenannte „Mittelalterliche Landesausbau“, der sich auch Richtung Polen erstreckte, erhielt mit den Aktivitäten des Deutschen Ritterordens eine deutlich sichtbare militärische Komponente. Zwar wurde diese Entwicklung durch die Niederlage der Kreuzritter 1410 in der Schlacht bei Tannenberg gegen die Polen und Litauer weitgehend beendet, doch es entstand ein wirkungsmächtiger Mythos: Die Vorstellung eines kriegerischen Ordens, der Osteuropa kolonialisierte und als Wall gegen Bedrohungen des Deutschen Reiches dienen konnte.

#### Erster Weltkrieg
General Erich Ludendorff schloss genau an diesen Gedanken an, als im Ersten Weltkrieg in der gleichen Gegend wiederum eine große Schlacht, nun aber gegen Russland, stattfand. Zunächst als Schlacht bei der ostpreußischen Stadt Allenstein benannt, wurde sie nach dem deutschen Sieg in revanchistischer Absicht mit Bezug auf den Deutschen Ritterorden als „Schlacht bei Tannenberg“ umetikettiert. E. Ludendorff ging aber noch einen Schritt weiter. Es gelang ihm nach weiteren militärischen Erfolgen, im Bereich Kurland, Litauen und Belarus eine Art Militärstaat zu errichten. Dieses allein vom Generalstab des Oberbefehlshabers Ost verwaltete Gebiet wurde als „Ober-Ost“ bezeichnet. Leiter der Zentralverwaltung wurde Hauptmann Wilhelm von Gayl, ein Pangermane, Antisemit, Polenfeind und überzeugter Vertreter der Kolonisation im Osten. Er legte eine umfassende Denkschrift für die weitere Entwicklung von „Ober Ost“ vor, die 1917 der Generalstab, das Innen- und das Außenministerium und das Kriegsministerium billigten. „Ihre Kernaussage war, daß entvölkerte Gebiete mit einem <<menschlichen Wall>> neuer deutscher Siedler wiederbevölkert werden sollten, wodurch diese Gebiete ewig gesichert würden.“ Die Umsiedlung der bisher ansässigen Bevölkerung wurde eingeplant.
Die Ausführung dieser Visionen wurde durch die Niederlage des Deutschen Reiches im Ersten Weltkrieg verhindert.

#### Weimarer Republik
In der Weimarer Republik blieb die Wehrlandschaft auf der politischen Tagesordnung. Insbesondere weil als Konsequenz des Versailler Vertrags 1919 das 1795 unter Preußen, Russland und dem Habsburger Reich aufgeteilte Polen wieder erstand, also deutsche Gebiete im Osten des Deutschen Reiches verloren gingen. Träger der Idee von der Wehrlandschaft im Osten wurden unter anderem die sogenannten „Artamanen“. 1924 formierte sich diese Bewegung und gründete sich formal 1926. Sie entwickelten den Plan, junge Menschen aus den Städten anzuwerben, sie in der Landwirtschaft Ostpreußens auszubilden, sie dabei „abzuhärten“, ihnen Hofstellen zu verschaffen und somit nach und nach entlang der deutsch-polnischen Grenze Dörfer zu entwickeln, die die Landstriche fest in deutscher Hand hielten. Sie sahen sich als „Wehrbauern“ und als „Elite“. 1929 waren etwa 2000 Artamanen auf ungefähr 300 Gütern tätig. Die Artamanen transportierten sozusagen den Gedanken der „Wehrlandschaft“, wie er in „Ober Ost“ entwickelt worden war, über die Zeit der Weimarer Republik zum Nationalsozialismus. Sie beeinflussten damit nachweisbar Rudolf Höß und Heinrich Himmler.

#### Nationalsozialismus

##### Westwall
Beim Bau des Westwalls 1936–1940 nahmen insbesondere die „Landschaftsanwälte“ die Idee der Wehrlandschaft auf. Hierbei handelt es sich um eine Gruppe von etwa 40 Naturschützern um den sogenannten Reichslandschaftsanwalt Alwin Seifert, der ab 1938 beim Bau des Westwalls die Aufgabe der militärischen Grüntarnung der Bunker, Stellungen usw. übernommen hatte. Sie erkannten sofort die Möglichkeit, durch die dabei notwendigen immensen Veränderungen der Landschaft weitgreifende Planungen zu verwirklichen. Es handelte sich ja nicht nur um die militärischen Stellungen selbst, die entstanden, sondern es musste Baumaterial wie Holz, Sand usw. entnommen werden, das meistens vor Ort gewonnen wurde, die Infrastruktur für ihren Transport, aber auch von Menschen und Waren wurde errichtet, die Luftwaffe gestaltete eine „Luftverteidigungszone“ und die Schäden aus den Kämpfen am Westwall 1940 ließen ganze Dörfer verschwinden.
Hier konnte somit mit Unterstützung der Wehrmacht ab 1938 die Landschaft umgestaltet bzw. im nationalsozialistischen Sinne „verbessert“ werden. Das sollte nicht nur Einfluss auf die Natur haben, sondern auch im Sinne der „Blut-und-Boden-Ideologie“ den „deutschen Menschen“ stärken. Der zuständige Landschaftsanwalt Wilhelm Hirsch (1887–1957) sprach im November 1940 ein Gegenbeispiel an, als er über die nun zugänglichen französischen Landschaften, die vom Ersten Weltkrieg betroffen gewesen waren, meinte: „… große Flächen liegen als Brachland ungenutzt. Die Landschaften gleichen einer großen Verwahrlosung und haben vielfach Steppencharakter. Die darin lebenden Menschen können zu keinen willensstarken Menschen heranwachsen.“ Ziel war es „… die Tarnung der militärischen Bauwerke mit Hilfe der Elemente, die gleichzeitig Maßnahmen zur Wiedergesundung der hochintensiv genutzten Landschaft darstellen. Es sind dies in der Landschaft vor allem Windschutzpflanzungen, die mit den zur Tarnung notwendigen Einzelpflanzungen verflochten, neue Landschaftsräume bilden.“ Die Landschaftsanwälte planten aber auch für die besiedelte Landschaft. Reichsinnenminister Wilhelm Frick hatte nach dem Feldzug gegen Frankreich 1940 angeordnet, dass durch Kriegsschäden oder durch den Westwallbau stark beeinträchtigte Gemeinden als mögliche „Neuordnungsgemeinden“ in Frage kämen. Sie konnten mit Hilfe des Deutschen Reiches wieder neu errichtet und dabei zu „Musterdörfern“ umgewandelt werden, d. h. in Zukunft eine Bauweise aufweisen, die der nationalsozialistischen „Blut- und Bodenideologie“ entsprach. Die hinter diesen Plänen bestehenden Vorstellungen projektierten eine nationalsozialistische Wehrlandschaft, in der die militärischen Stellungen einerseits perfekt in die Landschaft eingegliedert waren, so dass sie „der Feind“ nur schwer ausmachen konnte und in der andererseits die Landschaft selbst dazu beitrug, dass die dort lebenden Menschen insbesondere in ihrem „Deutschtum erstarkten“. Entsprechende Arbeiten wurden noch im November 1940 am Westwall ausgeführt.

##### Zweiter Weltkrieg
Die territorialen Eroberungen der Wehrmacht und der SS in Osteuropa sah H. Himmler auch als Gelegenheit an, Teile dieser Gebiete in das Deutsche Reich einzugliedern, um sie als eine Art „Wall im Osten“ systematisch insbesondere mit deutschen Bauern zu besiedeln. Dieser „Generalplan Ost - rechtliche, wirtschaftliche und räumliche Grundlagen des Ostaufbaus“ wurde in seiner ersten Fassung bereits 1940 von dem Agrarwissenschaftler Konrad Meyer vorgelegt. Mit der Umgestaltung der besetzten Gebiete Osteuropas im Sinne einer nationalsozialistischen Wehrlandschaft wurde hier großräumig geplant, was u. a. die Landschaftsanwälte am Westwall vorgedacht und umgesetzt hatten. Die Deportation aller Juden und die Vertreibung von 3,4 Millionen Polen aus dem Gebiet zwischen Oder und Ural war Voraussetzung für die Umgestaltung der Landschaften und wurde in die Planung zynisch „einkalkuliert“. Treibende Kraft in Bezug auf die Landschaftsgestaltung war Heinrich Wiepking-Jürgensmann, Sonderbeauftragter des Reichsführers SS H. Himmler. Er legte 1942 ein grundlegendes Werk mit dem Titel „Die Landschaftsfibel“ vor. Im letzten Kapitel befasst er sich auch mit der „…Wald- und Wehrandschaft in geschichtlicher und militärischer Sicht“. Dabei beschwor er den deutschen Wald unter anderem als heroischen Rückzugsort und Ausgangspunkt für die Auseinandersetzung mit den Römern (Schlacht im Teutoburger Wald) und behauptet, Germanen und Deutsche hätten ihre größten Schlachten immer auf freiem Felde verloren. Der Schutz durch Bäume und Pflanzungen wäre aber erst recht unabdingbar, seitdem bei der Kriegsführung eine moderne Luftwaffe zur Verfügung stehe.
Dabei dürfe sich die Grüntarnung am Boden nicht auf Einzelobjekte beschränken, die deshalb besonders auffallen würden, sondern sie müsse einen Schleier über die gesamte Landschaft legen. Insbesondere plädierte er – da er den Hauptfeind des Deutschen Reiches in Osteuropa vermutete – in diesen Gebieten für die Bepflanzung der Flussufer und der Brückenbereiche in Form einer „Freund- und einer Feindseite“. Die Pflanzungen sollten auch einen wirtschaftlichen Nutzen, einen natürlichen Charakter haben und den Verhältnissen vor Ort angepasst sein.
„Wie in Einzelheiten ein landschaftlicher Großraum wehrtechnisch mit Pflanzungen zu verbauen ist, kann nicht näher erläutert werden, zumal die jeweilige Örtlichkeit von jeweils besonderer Bedeutung ist. Die wenigen beigefügten Zeichnungen genügen, um die Einheit der militärischen, ernährungswirtschaftlichen und gesamtlandschaftlichen Erfordernisse aufzeigen.“ „… Die Lösung der Aufgabe wird nur einem Landschafter gelingen können, der soldatische und ganzheitlich zu denken vermag.“
A. Seifert sah sich als ein solcher „Landschafter“. Sein Anliegen waren insbesondere die Heckenlandschaften. Sie boten einerseits einer umfangreichen Fauna Schutz, verhinderten die Verwehung von Äckern, da sie ein natürliches Hindernis gegen den Wind bildeten und stellten ein Hindernis für vordringende Truppen dar.
1940 schrieb A. Seifert an einen seiner W. Hirsch über ein Gespräch mit Fritz Todt: „Es wird sie freuen zu hören, daß er sich meiner Forderung nach einem Umbau des deutschen Ostens in Heckenlandschaften voll anschließt und an seinen Straßen den Anfang machen will. Ich muss in allernächster Zeit deshalb nach Posen.“ Über die tatsächliche Umsetzung der Planungen gibt es keine gesicherten Informationen. Es ist jedoch davon auszugehen, dass sie in Ansätzen erfolgte, aber dann durch den Kriegsverlauf des Zweiten Weltkrieges nicht weiter verfolgt werden konnten. Denn noch 1944 stellte A. Seifert in Bezug auf eine Reise nach Ostpreußen die „…völlige Übereinstimmung meiner Ansichten über Landschaft und Landwirtschaft mit denen des Gauleiters Erich Koch fest. Auch lernte ich Großgrundbesitzer kennen, die schon dabei sind, ihre windverblasenen Kulturflächen mit Hecken zu durchpflanzen.“

### Geographischer Landschaftsbegriff
Der geographische Landschaftsbegriff ist relativ neu, ein Phänomen der Moderne und nicht eindeutig definiert. Die Definition der Landschaft als „Totalcharakter einer Erdgegend“ wird in der Fachliteratur immer wieder Alexander von Humboldt zugeschrieben, ist jedoch in Humboldts Schriften nicht nachweisbar (wohl aber vom subjektiven „Totaleindruck einer Gegend“, der im Betrachter entsteht). Fassbar im geographischen Sinne ist der Begriff 'Landschaft' seit der Renaissance, während die Wortwurzel -schaft. die frühere Bedeutung einer verfassten, organisatorischen Einheit nahelegt – in Unterscheidung zum Ausdruck Landstrich.
Sowohl in Literatur als auch in Fachbüchern wird Landschaft in vier Bedeutungen benutzt, denen gemeinsam ist, dass einer Landschaft ein einheitlicher Charakter zukomme:
1. Dinglich erfüllter Raumausschnitt, der geographisch relevant ist.
2. Malerische Ansicht auf ein räumliches Objekt, das von einer Horizontlinie umfasst wird.
3. Sichtbarer Ausschnitt der Erdoberfläche, der von einem Punkt aus überschaubar ist.
4. Sinnsymbol für das moderne Subjekt, das Sinn im Außenraum ästhetisch vergegenwärtigt.

Die letzteren Begriffe, das optische Erscheinungsbild einer Gegend und deren Rezeption durch einen Betrachter, präzisiert man als Landschaftsansicht, Landschaftsbild, sie gehen in dieser Form auf die Landschaftsmalerei zurück, die sich im Laufe des 17. Jahrhunderts als eigenständiges künstlerisches Sujet in den Niederlanden entwickelt. Dafür stehen holländisch landschap, englisch landscape, die das deutsche Wort – auch im wissenschaftlichen Kontext – beeinflussen.
Meyers Lexikon von 1908 definiert Landschaft etwa als „jeder Ausschnitt der Erdoberfläche, den wir von einem bestimmten Standort aus zu überblicken vermögen, bis im Horizont oder Gesichtskreis Erde und Himmel zusammenzustoßen scheinen“, und fügt bei: „Jede L. kann unter einem naturwissenschaftlichen, unter einem künstlerischen oder unter einem kulturgeschichtlichen Gesichtspunkte betrachtet werden.“

## Als geowissenschaftlicher Fachbegriff
Der Landschaftsbegriff, der innerhalb der Geographie umstritten ist, hat seine Bedeutung primär in der Alltagssprache erlangt und ist mit semantischen Inhalten konnotiert, die letztlich auf physiognomische Begriffe wie Harmonie, Schönheit, Einheitlichkeit, Ganzheit, Eigentümlichkeit, Vielfalt und Abgrenzbarkeit hinauslaufen. Umstritten ist dabei der ontologische (gesamtheitliche) Status der Landschaft als ein geographisches Gebiet, welches sich durch unterschiedliche Merkmale von anderen Gebieten abgrenzt, ob die landschaftliche Einheit in den kulturellen Gegenständen und geologischen Formationen selbst liegt oder im Bewusstsein der Betrachter entsteht.
In der Schweiz und Deutschland wird – im Sinne der Wortwurzel -schaft– mit Landschaft, altertümlich ‚Landsmannschaft‘, auch ein geographisch-politischer Raum benannt, z. B. der Kanton Basel-Landschaft, der sich südlich an den Kanton Basel-Stadt anschließt; hier bedeutet Landschaft auch „das im Basler Land wohnende Volk“. Auf die politisch-räumliche Bedeutung von Landschaft nehmen in Deutschland die Landschaftsverbände Bezug. Meyers Großes Konversations-Lexikon beschreibt diese Bedeutung als „Landschaft, so viel wie Provinz; im staatsrechtlichen Sinne so viel wie Landstände.“

### In der Geomorphologie
In der Geomorphologie lassen sich bezüglich des Begriffs Landschaft zwei deskriptive Ansätze unterscheiden, der taxonomische und der typologische Ansatz.
Im taxonomischen Ansatz verfolgt man in der Geomorphologie wie in weiteren deskriptiven Zweigen der Geowissenschaften das Ziel, den geografischen Raum in Großlandschaften und Kleinlandschaften zu fassen, indem man ihn taxonomisch klassifiziert.
Im typologischen Ansatz möchte man im Ergebnis eine Landschaft entweder als Naturlandschaft oder als Kulturlandschaft bestimmen. Hierbei wird davon ausgegangen, dass eine Landschaft ein Areal darstellt, in dem sich typische Merkmale, Landschaftselemente genannt, zu bestimmten Mustern verbinden. Diese Landschaftselemente sind physikalischer, biogener und anthropogener Art. Zu den physikalischen Landschaftselementen gehören sich auf die Topografie auswirkende geomorphologische Landformen wie Felsen, Sand, Hügel und Ebenen, weiter die Formen der Bodenbedeckung sowie klimatische Charakteristika. Biogene Landschaftselemente sind solche ökologischer Art wie Wasser, Wald und Wiesen. Zu den anthropogenen Landschaftselementen zählen alle humangeografischen Überprägungen der Landschaft. Darunter fallen zum Beispiel Siedlungsstrukturen in Form von Häusern, Straßen, Steinmauern und Uferverbauungen. Im Ergebnis dieser Analyse erhält man die Unterscheidung von Naturlandschaften und Kulturlandschaften. Dabei ist Kulturlandschaften eigen, dass sie dauerhaft vom Menschen geprägt sind, während eine Naturlandschaft keinem dauerhaft prägenden Einfluss des Menschen erfahren hat. Diese natürlichen Landschaften lassen sich wiederum in anorganische Landschaften wie Wüsten, Salzseen und Eiswüsten sowie organische Landschaften wie Regenwald und Savanne unterscheiden.

### In der Landschaftsgeographie
In der Landschaftsgeographie wird Landschaft als Grundlage menschlicher Existenz und Ausdruck menschlicher Handlungen und Ordnungsvorstellungen betrachtet. Dabei wird Landschaft einerseits als statischer Idealzustand betrachtet, wobei Landschaften, die diesem entsprechen, gewöhnlich als ‚gesunde Landschaft‘ bezeichnet werden. Andererseits wird Landschaft in ständiger Dynamik begriffen, weil die landschaftlichen Objekte der Nutzung unterliegen. Dieser Widerspruch liegt im Landschaftsbegriff begründet, der ästhetische Aspekte mit materiellen Eigenschaften eines Raumausschnitts verknüpft. Dadurch wurde es möglich, dass der Landschaftsbegriff zugleich normative Aspekte erhielt, wie sie z. B. in der Landespflege und Landschaftsarchitektur, im Heimat- und Naturschutz virulent wurden. Dieser Landschaftsbegriff bildet den semantischen Hintergrund, von dem aus weitere Bestimmungen abgeleitet werden.

### In der Ökologie
In der Ökologie und deren abgeleiteten und angewandten Wissenschaften z. B. Landschaftsökologie wird dem Landschaftsbegriff meist der Begriff Naturraum vorgezogen. In der Praxis kommt es damit zu rivalisierenden und häufig beinahe deckungsgleichen Abgrenzungen von „Landschaftsräumen“ bzw. „Naturräumlichen (Haupt-)Einheiten“. Diese Überschneidungen sind u. a. darauf zurückzuführen, dass den ökologischen Einheiten physiognomische abgrenzbare Räume zugeordnet werden.

### In der sozialkonstruktivistischen Landschaftsforschung
Die sozialkonstruktivistische Landschaftsforschung fasst Landschaft weniger als physische Begebenheit, sondern vielmehr als ein sozial und kulturell erzeugtes wie vermitteltes Konstrukt. Die Erfassung und Konstruktion von Welt, und damit auch von Landschaft, steht für die Vertreter der sozialkonstruktivistischen Perspektive in unmittelbarem Zusammenhang mit der Wahrnehmung, die ihrerseits kein isoliertes Ereignis darstellt, sondern vielmehr das Ergebnis „eines sehr komplizierten Interpretationsprozesses [ist], in welchem gegenwärtige Wahrnehmungen mit früheren Wahrnehmungen“ in Relation gesetzt werden, so dass in jede Wahrnehmung in Form von Abstraktionen ein gewisses Vorwissen über Welt (hier über Landschaft) mit einfließt.
Die Konstruktion von Landschaft erfolgt stets in räumlichen Kontexten, so dass die räumliche Anordnung als Grundlage der Synthese ‚Landschaft‘ betrachtet werden kann. Denn die Ebene der Landschaft und die Ebene des Raumes sind bei der Konstruktion von Landschaft konstitutiv aufeinander bezogen. Diese Abhängigkeit ist jedoch bei der Konstruktion von Raum nicht zwingend erforderlich, wie das Beispiel des Industrieraumes bzw. Industrielandschaft zeigt: So können „[b]estimmte Arrangements von Objekten […] als Raum konstruiert werden (z. B. Industrieraum), ohne dass ihnen landschaftliche Qualitäten zugeschrieben werden (d. h., es wird dem so entstandenen Raum die Bezeichnung ‚Industrielandschaft‘ verweigert), jedoch werden Objekte, deren räumliche Anordnung nicht bedacht wird, nicht als Landschaft konstruiert“.
So stellen Landschaften zum einen Abstraktionsleistungen des Menschen dar, sie sind zum anderen aber auch Projektionen emotionaler Besetzung, wobei das bereits Erlernte, als Ergebnis eines langen sozialen Entwicklungsprozesses kultureller Normen, stets die Grundlage der Interpretation von Sinneswahrnehmungen als Landschaft ist.
So ist, neben der physischen und der sozialen Ebene, die individuelle Person ein weiterer zentraler Bestandteil bei der Konstruktion von Landschaft. Denn sie ist es, die Landschaft auf Grundlage sozial vermittelter Deutungs- und Bewertungsmuster deutet und dabei auf Objekte des physischen Raumes zurückgreift und sie miteinander in Beziehung setzt. So entsteht Landschaft „im Schnittbereich von physischen Objekten, Person und Gesellschaft“.
Zur Untersuchung der unterschiedlichen Ebenen der gesellschaftlichen Konstruktion von Landschaft kann als ein analytischer Rahmen die Konzeption der vierdimensionalen Landschaft von Kühne angesehen werden. Kühne unterscheidet dabei vier Dimensionen:
1. Die gesellschaftliche Landschaft: sozial-konstruktive Dimension von Landschaft, in der das, was unter Landschaft zu verstehen ist und was mit ihr konnotiert werden kann, sozial erzeugt, weitergegeben und ausgehandelt wird.
2. Die individuell aktualisierte gesellschaftliche Landschaft: Individuelle Konstruktion von Landschaft durch eine Person
3. Der externe Raum: physischer Raum als physisches Ausgangssubstrat einer externen Welt der Gegenstände
4. Die angeeignete physische Landschaft: jene Objekte des physischen Raumes, die in der Zusammenschau auf Grundlage gesellschaftslandschaftlicher Deutungen als Landschaft verstanden werden können.

### In der Raumplanung
Damit wird deutlich, dass in der deutschsprachigen Wissenschaft der Geographie ab den 1950er Jahren der Begriff „Landschaft“ einer weit reichenden Diskussion unterzogen wurde, eine Diskussion, die bis in die heutige Zeit ihre Auswirkungen zeitigt. Um den räumlichen Bezug des Landschaftsbegriffs insgesamt näher zu spezifizieren, konnte dem Begriff „Landschaft“ jedoch keine befriedigende, eindeutige Definition zugeordnet werden.
In der Raumplanung wird daher im allgemeinen Sinne mit dem Konzept Geographischer Raum gearbeitet, und etwa von Freiraum gesprochen, der einen sozialen Handlungsraum bezeichnet, oder von Raumordnung als Steuerungsmaßnahme der Entwicklung, sowohl in regionalpolitischen Zusammenhängen, wie auch etwa auf Ebene der gemeinsamen Bestrebungen der Europäischen Union.
Die Begriffe Region‚ Gegend, Gebiet, Bezirk sind weitgehend synonym, werden aber je nach Autor auch entweder als nicht offenkundige Gebilde der Landschaft entgegengesetzt, etwa als politische Regionen (insbesondere als Übersetzung fremdsprachiger Ausdrücke), oder als zentrale Arbeitsbegriffe der Regionalgeografie dem Begriff Landschaft übergeordnet. Landschaft ist dann Spezialform der Region, während zweitere sich in allen Fachbereichen der Geographie auf globale und geopolitische Konstrukte genauso zwanglos anwenden lässt wie hinunter bis auf kleinräumige Skalen des Flurbegriffs.
Beide Konzepte, Raum und Region, ergänzen heute den Landschaftsbegriff in der Interdisziplinarität der Geowissenschaften wie auch dem Zusammenspiel mit Geopolitik und anderen Natur- und Geisteswissenschaften.

### In der Europäischen Landschaftskonvention (ELC)
In der Europäischen Landschaftskonvention findet sich folgende Begriffsbestimmung:

„’Landscape’ means an area, as perceived by people, whose character is the result of the action and interaction of natural and/or human factors.“

## Toponomastik und Namensgebung
Landschaften können Eigennamen, so genannte Toponyme, tragen, wie zum Beispiel der Harz. Gleichzeitig ist aber der Harz ein Mittelgebirge oder – wissenschaftlich typisierend – eine Mittelgebirgs- oder Berglandschaft. Genauso gut kann man den Harz unter Waldlandschaft einordnen.
In den Beispielen Glogau-Baruther Urstromtal, Nördlicher Landrücken oder Saarmunder Endmoränenbogen finden wir wissenschaftlich, vor allem durch die Geologie geprägte Begriffe, die im allgemeinen Sprachgebrauch kaum Verwendung finden.
Gleichwohl gilt dies für allgemein-geographische Karten hinsichtlich der Beschriftung. Dennoch aber spielen diese, weil sie typische Naturräume mit gemeinsamen Merkmalen benennen, eine Rolle. Sowohl für das Glogau-Baruther-Urstromtal als auch den Nördlichen Landrücken gibt es quasi „Untermengen“, die durchaus allgemeine Gültigkeit und Bekanntheit vorweisen können (Baruther Urstromtal, Spreewald für ersteres, Feldberger Seenlandschaft für das zweite Beispiel). Dazu kommt erschwerend, dass natürliche Landschaftsgrenzen häufig nicht existieren. Ausnahmen sind z. B. Klimascheiden etwa in Gebirgen.